# Töpferei von Raeren
Koordinaten: 50° 40′ 41″ N, 6° 7′ 19,2″ O

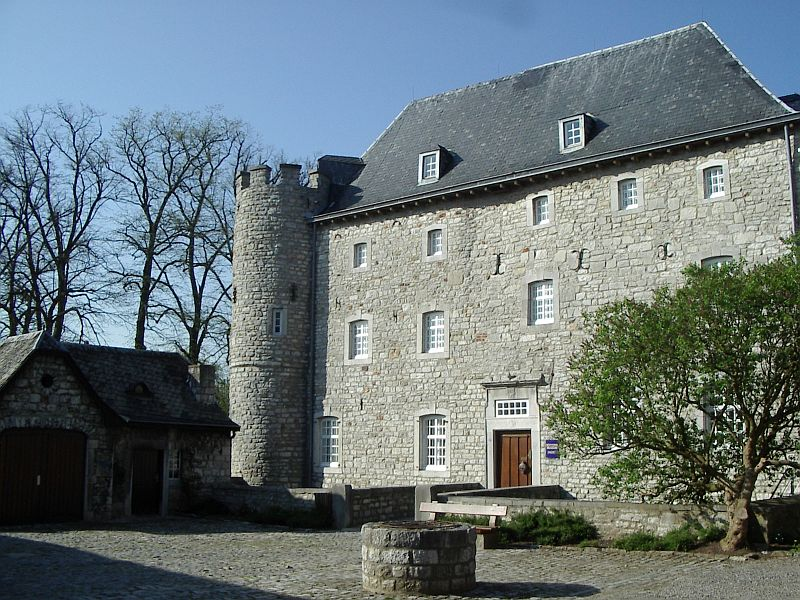
Töpfermuseum Burg Raeren

Die mittelalterliche Töpferei von Raeren, südlich von Aachen in Ostbelgien, wurde während der von 2001 bis 2004 laufenden Ausgrabungen in Raeren entdeckt. Der Ortsname stammt von „roden“ und weist auf eine Siedlung im Aachener Reichswald hin. Als Rodungsperiode nimmt man die Zeit von 800 bis 1200 an. Raeren ist durch seine Töpferkunst bekannt. Im 16. und 17. Jahrhundert wurde hier Steinzeug hergestellt. Das Raerener Steinzeug gilt als Rheinische Keramik und wurde vom belgischen Staat mit dem Europäischen Kulturerbe-Siegel ausgezeichnet. In der Burg Raeren befindet sich das thematisch dazu passende Töpfereimuseum.

## Grabungsergebnisse
Zwei kreisförmige, etwa zwei Meter voneinander entfernt liegende Mauerstrukturen wiesen auf das Vorhandensein der Töpferwerkstatt hin. Bei ihnen handelte es sich um Strukturen eines Töpferrades. Sie waren aus Bruchstein und Mörtel aufgemauert und hatten Durchmesser von 160 und 180 cm. Es war das erste Mal, dass in einem Töpferzentrum zwischen Rhein und Maas die Struktur zur Aufnahme eines Töpferrades ausgegraben wurde. Im Verlauf der Raerener Ausstellung „Alles nur Scherben oder was?“ im Jahre 2004 stellte sich heraus, dass in Brühl im Jahre 2003 ebenfalls die Struktur eines Töpferrades entdeckt wurde. Das schwerere Töpferrad, mit einem hohen Drehimpuls, war die Alternative zur schnell drehenden Töpferscheibe. Anstelle der Fußscheibe wurde ein Speichenrad verwendet, das für die Steinzeugproduktion mit einem Stock in Drehung versetzt wurde.
In der Grabungszone wurde auch eine Abwurfgrube (auch Scherbennest) von etwa sechs Meter Durchmesser mit circa 200 gut erhaltenen Gefäßen ausgegraben. Darunter befanden sich auch seltenere Stücke wie Gesichts- und Drillingskrüge. Die Grabungen von 2004 in der erweiterten bzw. der zweiten Grabungszone dieser Parzelle brachten:
- Eine weitere gemauerte Töpferradstruktur von ca. 170 cm Durchmesser. Im Inneren fanden sich Ton und Keramikmaterial. Unterhalb konnten die feststehenden Pfosten für die Achse des Töpferrades freigelegt werden.
- In der Nähe der Struktur fanden sich Mauern von unterschiedlicher Breite. Ein Zusammenhang wurde aber noch nicht ersichtlich.
- Zahlreiche seltene Fundstücke wurden in der zweiten Zone entdeckt. Darunter waren zwei Kirmesflöten, verschiedene Figurenköpfchen, Gesichtkrüge, kleine Spielzeugkrüge aus Keramik und gut erhaltene Gebrauchskeramik.

## Töpfereimuseum Raeren

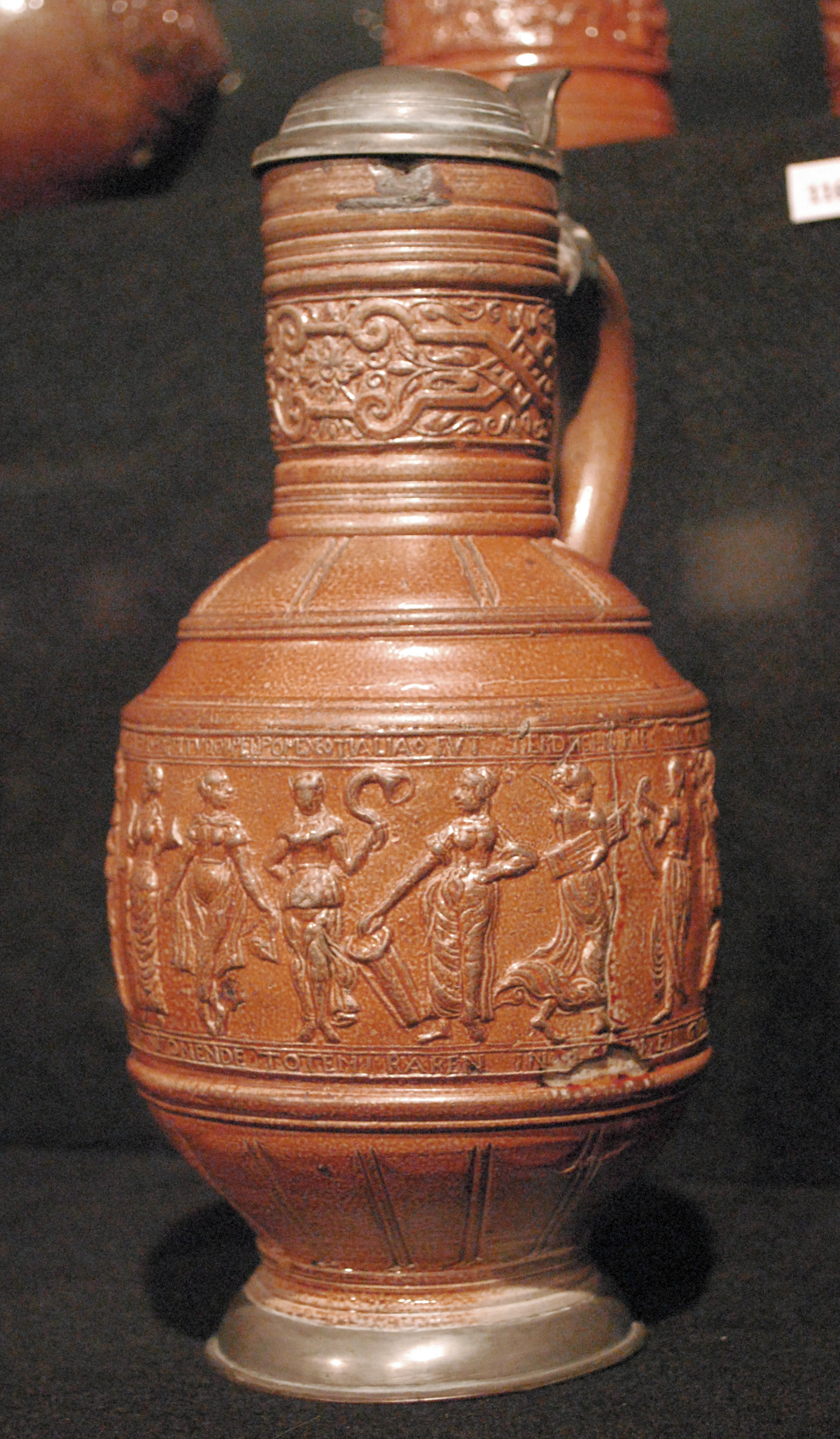
Zylinderbauchkrug, Balden Menneken, 1579

Ermöglicht durch die langjährigen Grabungen des Archäologen Otto Eugen Mayer und seiner Mitstreiter, konnte 1963 in der Burg Raeren das Töpfereimuseum eröffnet werden. Es präsentiert die Geschichte des bekannten Rheinischen Steinzeugs, insbesondere des Raerener Steinzeugs, und der Töpferei von Raeren sowie der bekanntesten Raerener Töpfermeister wie beispielsweise Jan Emens Mennicken. Die Exponate stammen größtenteils aus archäologischen Funden und bieten durch Stücke aus der Römerzeit, dem Mittelalter, der Renaissance und dem Historismus einen umfassenden Überblick über die Entwicklung dieses Handwerks.
Seit 1992 steht das Museum unter professioneller Leitung und hat seither seine nationalen und internationalen Kontakte durch Beteiligung an internationalen Kooperationsprojekten und Netzwerken weiter ausgebaut. Seit 1995 wurde die vorhandene Sammlung durch zeitgenössische Keramik erweitert. Nach fast zweijähriger Schließung bietet das Museum seit dem 30. März 2002 eine neue, zeitgemäße Präsentation ihrer Dauerausstellung an, die unter anderem mittels multimedialen Elementen und geschmackvollen Inszenierungen sowie Hörspielen und Großbüchern die Besucher zeitgemäß informiert.